# Culoare spot
Culoare spot este un termen folosit în tipografie și se referă la cerneluri pure sau amestecate folosite în procesul de tipărire (sinonim și cu printare). Este o singură culoare folosită pentru printare atunci când folosirea culorilor de proces nu este necesară.

## Caracteristici
- culoare spot este utilizată în special atunci când acuratețea culorii este necesară
- poate reproduce culori din afara gamei culorilor de proces
- culoare spot este rezultată din combinarea culorilor și nu ține cont de managementul de culoare efectuat de programele folosite în crearea fișierelor
- termenul este folosit pentru a desemna culorile de printare non-standard (printre care și culorile metalice, fluorescente)
- în procesul de tipărire se folosesc filme tipografice pentru fiecare culoare spot motiv pentru care prețul tipăririi este crescut față de tipărirea cu culori de proces

## Clasificare
- Pantone, sistem de clasificare a culorilor spot folosit în special în Statele Unite.
- Toyo, un sistem de clasificare a culorilor spot utilizat în Japonia.
- DIC, alt sistem de clasificare a culorilor spot japonez
- ANPA, 300 de culori spot specificate de American Newspaper Publishers Association utilizate în ziare.